# Окойе, Мадука
Мадука Эмилио Окойе (англ. Maduka Emilio Okoye; родился 28 августа 1999 года, Дюссельдорф, Германия) — нигерийский футболист, вратарь клуба «Уотфорд» и сборной Нигерии.
Окойе родился в семье нигерийца и немки.

## Клубная карьера
Окойе — воспитанник клубов «Байер 04», мёнхенгладбахской «Боруссии» и дюссельдорфской «Фортуны». В 2017 году он начал выступать за дублирующий состав последних. Летом 2020 года на правах свободного агента Окойе подписал контракт с роттердамской «Спарты». 28 октября в поединке Кубка Нидерландов против АДО Ден Хааг Мадука дебютировал за основной состав. 1 ноября в матче против «Херенвена» он дебютировал в Эредивизи. В начале 2022 года Окойе перешёл в английский «Уотфорда», подписав контракт сроком на 5,5 лет. Для получения игровой практики Мадука еще на полгода остался в аренде в «Спарте». 
23 августа 2022 года дебютировал за «Уотфорд» в матче второго раунда Кубка лиги против «Милтон-Кинс Донса».

## Международная карьера
13 октября 2019 года в товарищеском матче против сборной Бразилии Окойе дебютировал за сборную Нигерии. 
В 2022 году Окойе принял участие в Кубке Африки 2021 в Камеруне. На турнире он сыграл в матчах против команд Египта, Судана и Туниса.